# Tomasz Kasprzyk (fotograf)
Tomasz Kasprzyk (ur. 28 lutego 1960 w Sanoku) – polski artysta fotograf. Członek rzeczywisty i Artysta Fotoklubu Rzeczypospolitej Polskiej (AFRP). Członek rzeczywisty Okręgu Świętokrzyskiego Związku Polskich Artystów Fotografików. Członek Krynickiego Towarzystwa Fotograficznego. Członek Krośnieńskiego Towarzystwa Fotograficznego. Członek grupy PLAJA Stowarzyszenia Jasielskich Artystów Plastyków. Członek Zarządu Stowarzyszenia Miłośników Jasła i Regionu Jasielskiego.

## Życiorys
Tomasz Kasprzyk fotograf i dokumentalista związany z jasielskim środowiskiem fotograficznym – mieszka i pracuje w Jaśle. Jest absolwentem Państwowego Pomaturalnego Studium Kształcenia Animatorów Kultury i Bibliotekarzy w Krośnie; kierunek fotografii i filmu. Miejsce szczególne w jego twórczości zajmuje fotografia abstrakcyjna, fotografia dokumentalna, fotografia martwej natury, fotografia portretowa oraz fotografia reportażowa. Był pracownikiem Muzeum Regionalnego w Jaśle oraz współpracował (jako fotograf dokumentalista) z podobnymi placówkami w Bieczu, Krośnie i Sanoku. Po raz pierwszy zaprezentował swoje zdjęcia w 1976 roku na zbiorowej wystawie fotograficznej, zorganizowanej przez Stowarzyszenie Miłośników Jasła i Regionu Jasielskiego. W 1979 roku został członkiem Krynickiego Towarzystwa Fotograficznego. W 2014 roku obchodził jubileusz 40-lecia pracy twórczej. 
Tomasz Kasprzyk jest autorem i współautorem wielu wystaw fotograficznych; indywidualnych, zbiorowych, poplenerowych oraz pokonkursowych – uhonorowany wieloma akceptacjami, nagrodami, wyróżnieniami, dyplomami, listami gratulacyjnymi. Szczególne miejsce w jego twórczości zajmuje fotografia portretu psychologicznego i reportażowego. Uczestniczy w pracach jury licznych konkursów fotograficznych. W 2013 roku, w związku z obchodami jubileuszu 35-lecia Krynickiego Towarzystwa Fotograficznego – został laureatem regionalnego odznaczenia Srebrnego Jabłka Sądeckiego, przyznanego za długoletnią pracę poświęconą stowarzyszeniu i Sądecczyźnie oraz laureatem Dyplomu Burmistrza Krynicy-Zdroju (za fotograficzną twórczość oraz za pracę na rzecz Gminy Krynica-Zdrój). W 2015 został laureatem Nagrody Miasta Jasła – przyznanej m.in. za osiągnięcia twórcze na niwie fotografii.  
W 2016 roku został przyjęty w poczet członków Fotoklubu Rzeczypospolitej Polskiej Stowarzyszenia Twórców. Decyzją Komisji Kwalifikacji Zawodowych Fotoklubu RP, otrzymał dyplom potwierdzający kwalifikacje do wykonywania zawodu artysty fotografa, fotografika (legitymacja nr 414). W 2019 został przyjęty w poczet członków rzeczywistych Okręgu Świętokrzyskiego Związku Polskich Artystów Fotografików (legitymacja nr 1238). 
W 2018 roku został uhonorowany Medalem „Za Zasługi dla Fotografii Polskiej” – odznaczeniem przyznawanym przez Kapitułę Fotoklubu Rzeczypospolitej Polskiej Stowarzyszenia Twórców – w 100. rocznicę odzyskania przez Polskę niepodległości. W 2020 odznaczony Srebrnym Medalem „Za Fotograficzną Twórczość” – odznaczeniem ustanowionym przez Zarząd i przyznawanym przez Kapitułę Fotoklubu Rzeczypospolitej Polskiej Stowarzyszenia Twórców, w odniesieniu do obchodów 25-lecia powstania Fotoklubu RP. W grudniu 2020 odznaczony Brązowym Medalem „Zasłużony Kulturze Gloria Artis”. w 2023 wyróżniony odznaką „Złoty Herb Krynicy” – za promocję Gminy Krynica-Zdrój. 

## Odznaczenia
- Srebrne Jabłko Sądeckie (2013)[25][6]
- Odznaka honorowa „Zasłużony dla Kultury Polskiej” (2014)[14][6][13]
- Złota Odznaka „Za opiekę nad zabytkami” (2015)[6]
- Medal „Za Zasługi dla Fotografii Polskiej” (2018)[21][26]
- Srebrny Medal „Za Fotograficzną Twórczość” (2020)[22]
- Brązowy Medal „Zasłużony Kulturze Gloria Artis” (2020)[23]
- Brązowy Medal „Zasłużony Kulturze Gloria Artis” (2022)[27]
- Odznaka „Złoty Herb Krynicy” (2023)[24]